# فيليسيان دوماس
فيليسيان دوماس (بالفرنسية: Felicien Dumas)‏ هو لاعب كرة قدم فرنسي في مركز الدفاع، ولد في 29 ديسمبر 1997 في باريس في فرنسا. لعب مع إندي إليفن.

## وصلات خارجية
- فيليسيان دوماس على موقع الدوري الأمريكي (الإنجليزية)
- فيليسيان دوماس على موقع قاعدة بيانات كرة القدم.إي يو (الإنجليزية)